# Flesinoksan
{{Drugbox-lat
| IUPAC_name = 4-fluoro-N-(2-{4-[(2S)-2-(hidroksimetil)-2,3-dihidro-1,4-benzodioksin-5-il]piperazin-1-il}etil)benzamid
| image = Flesinoxan.svg
| width =
| image2 =
| width2 =
| tradename =
| pregnancy_category =
| legal_status = Nije kontrolisana supstanca
| routes_of_administration = Oralno
| bioavailability =
| metabolism =
| elimination_half-life =
| excretion =
| CAS_number_Ref =  
| CAS_number = 98206-10-1
| ATC_prefix = none
| ATC_suffix =
| PubChem = 57347
| IUPHAR_ligand =
| ChEMBL_Ref =
| ChEMBL =
| DrugBank_Ref =
| DrugBank =
| ChemSpiderID = 51700
| UNII_Ref =  
| UNII = 3V574S89E1
| KEGG = D02568
| C=22 | H=26 | F=1 | N=3 | O=4
| molecular_weight = 415,458 g/mol
| smiles = C1CN(CCN1CCNC(=O)C2=CC=C(C=C2)F)C3=C4C(=CC=C3)O[C@H](CO4)CO
| StdInChI_Ref =  
| StdInChI =
| StdInChIKey_Ref =  
| StdInChIKey =
}}
Flesinoksan (DU-29,373) je potentan i selektivan parcijalni/skoro-pun agonist  receptora iz fenilpiperazinske klase.
Flesinoksan je originalno razvijen kao antihipertenziv, a kasnije je utvrđeno da poseduje antidepresivne i anksiolitske efekte na životinjama. Konsekventno, on je klinička ispitivanja su sprovedana za tretman kliničke depresije i generalizovanog anksioznog poremećaja. Utvrđeno je da je ima robastnu efikasnost sa veoma visokom tolerabilnošću, ali je zbog nepoznatih razloga njegov razvoj prekinut. Kod pacijenata on poboljšava REM san, snižava telesnu temperaturu, i povišava nivoe ACTH-a, kortizola, prolaktina, i hormona rasta.